# ママレンジ

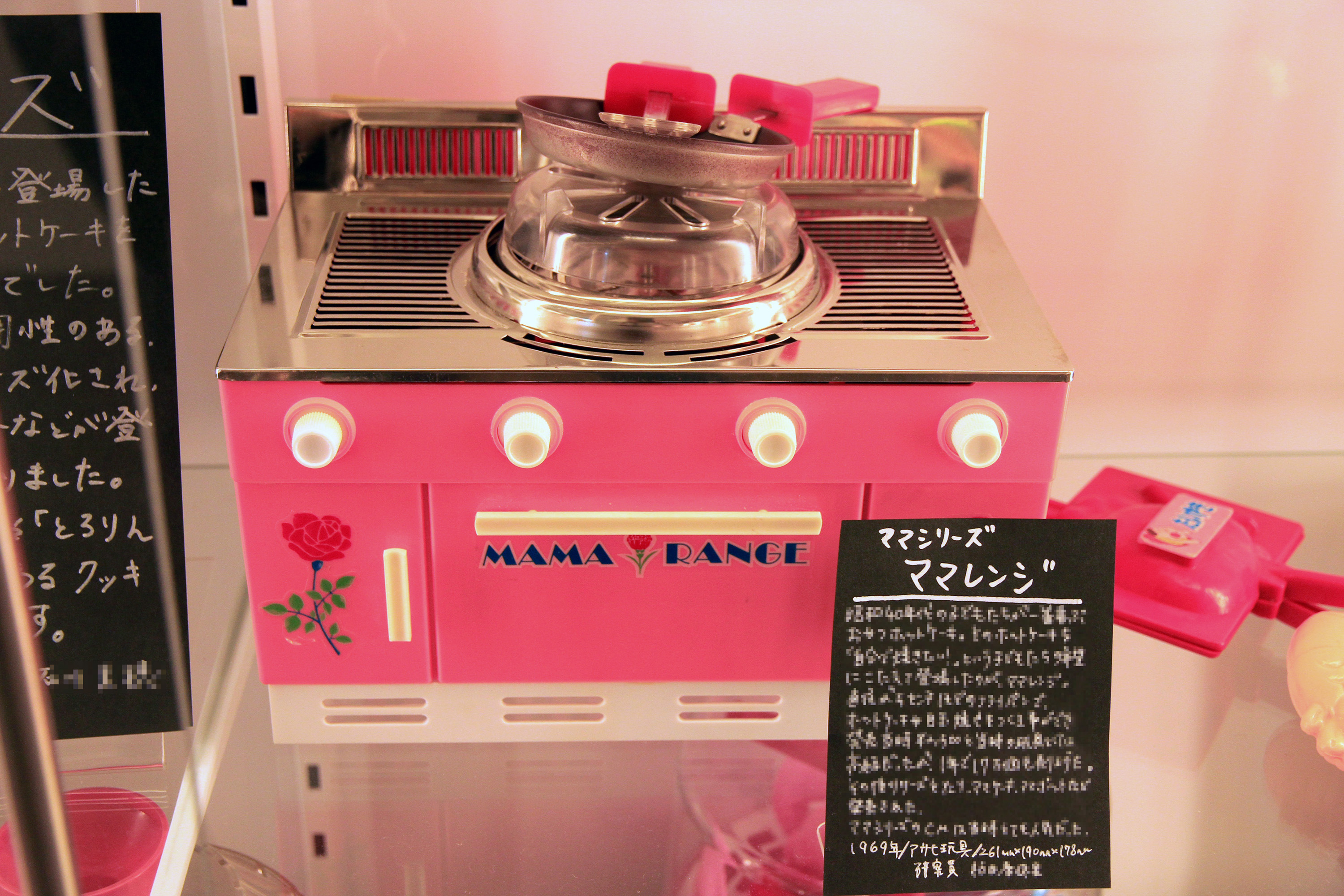
ママレンジ（バンダイミュージアム 蔵品）

ママレンジは、アサヒ玩具が1969年（昭和44年）9月1日に発売した玩具である。

## 概要
当時まだ普及途上だったシステムキッチンのガスコンロを玩具で再現したもの。実質的には超小型の電気コンロである。家庭用電源を使用し、付属のフライパンの上で直径10cmのホットケーキや目玉焼きを焼ける。
価格が2,500円と当時の玩具としては高額だったものの、1年間で17万個を売る。以降、同社は「クッキングトイ・シリーズ」を展開した。
大ヒットしたものの、基本は電気コンロであるため火傷などの事故が多く、アサヒ玩具は最大1000万円という、高額の保証を付けていた。なお、フライパンを外すと自動で電源が切れる、発熱部に直接触れない構造になっている、と安全対策はなされていたが、余熱や本体そのものの発熱の対策はなかった。
パッケージサイズは27×22×18cm、重量は1.5kg。パッケージには女優の酒井和歌子が印刷され、ピンク色の本体に薔薇のイラストがあるものもある。
商品名を「ママキッチン」と誤解されることがある。

## シリーズ商品
- ママ・ケーキ（オーブントースター）
- ママ・スイート（綿菓子機）
- ママ・ポッピー（ポップコーン機）
- ママ・ナガシ（1975年発売）
- ママ・クッキー（1975年発売）
- ママ・シャワー
- ママ・ディッシャー（食器洗浄機）
- ママ・ウォッシャー（洗濯機）
- ママ・マジックポット（ドリンクサーバー）
- ママ・ポット
- ママ・ポットジュニア
- ママ・ジューサー
- ピンク・レディーのママ・ミラー